# Nicanor de Obarrio
Nicanor Arturo de Obarrio (Nueva York, 3 de junio de 1873 - Ciudad de Panamá, 16 de enero de 1941) fue un militar y político panameño, prócer de la Separación de Panamá de Colombia. 

## Biografía
Realizó estudios de Postgrado en Matemáticas y Física en la Universidad de Columbia; consagrándose en la educación. Vivió un tiempo en la ciudad de Guayaquil. En 1900, De Obarrio regresó a Panamá y fue nombrado general del Ejército colombiano y prefecto de la provincia de Panamá. Fue uno de los impulsores del movimiento separatista de 1903, así como dirigente y parte de la Junta Revolucionaria organizadora junto a Ricardo Arias, Federico Boyd, Constantino Arosemena, Tomás Arias y Manuel Espinosa Batista. Por su experiencia, fue nombrado primer y único Ministro de Guerra y Marina de Panamá.
Posteriormente, fue elegido diputado de la Asamblea Nacional y representó diplomáticamente ante Perú, Alemania y la Santa Sede, último cargo desempeñado al momento de fallecer. También fue designado tercer vicepresidente de Panamá entre 1922 y 1924.
Fue benefactor del Santuario Nacional de Panamá, cuyo terreno fue donado por él. Por sus méritos, una de las principales avenidas de la capital panameña recibe el nombre de Avenida Nicanor A. de Obarrio (conocida también como Calle 50).